# Seilala Mapusua

a Compétitions nationales et continentales officielles uniquement.

b Matchs officiels uniquement.
Seilala Mapusua, né le 27 février 1980 à Moto'otua, est un joueur international samoan de rugby à XV évoluant au poste de trois quart centre. C'est un joueur très rapide et offensif surtout dans le jeu ouvert.

## Carrière
- Meilleur joueur du championnat d'Angleterre 2008-2009

### En club
En 2006, il dispute le Super 14 avec les Highlanders. Il rejoint les London Irish en octobre 2006 pour jouer dans le Guinness Premiership. Lors de la saison 2008-2009, il est élu joueur de l'année par l'association des joueurs professionnels - Professional Rugby Players Association.

### En équipe nationale
- Avec les Samoa
  - 26 sélections
  - 5 points (1 essai)
  - sélections par année : 3 en 2006, 6 en 2007, 5 en 2009, 3 en 2010, 6 en 2011 et 3 en 2013

- Avec les Pacific Islanders
  - 7 sélections
  - 5 points (1 essai)